# Batalha em Omugulugwombashe
A Batalha de Ongulumbashe (também conhecida como Operação Blouwildebees) foi um confronto armado entre a Força de Defesa Sul-Africana (SADF) e a Polícia Sul-Africana (SAP) contra a Organização do Povo do Sudoeste Africano (SWAPO) em Ongulumbashe, no norte da África do Sudoeste (atual Namíbia). Embora a SWAPO já tivesse realizado vários ataques em 1965 e início de 1966, a batalha marcou a primeira vez que elementos das forças de segurança sul-africanas entraram em confronto direto com insurgentes da SWAPO e é considerada o início da Guerra da Fronteira Sul-Africana.:44

## Antecedentes
Em 1962, a Assembleia Geral das Nações Unidas adotou a posição de que o mandato da África do Sul sobre a África do Sudoeste (em vigor desde o fim da Primeira Guerra Mundial) deveria ser encerrado e que o território deveria obter independência.:24 A África do Sul, nesta época sob o regime do apartheid, recusou-se a reconhecer esta decisão e nenhuma medida substancial em direção à independência do território foi tomada. A inação dos sul-africanos encorajou a SWAPO, que vinha se preparando para uma luta armada contra as autoridades sul-africanas na África do Sudoeste desde o início dos anos 1960.:24

## Infiltração da SWAPO e resposta sul-africana
Em setembro de 1965, o primeiro grupo de insurgentes da SWAPO (contando apenas cerca de sete homens) atravessou a fronteira pouco guardada entre Angola e a África do Sudoeste e começou a atacar alvos no norte da África do Sudoeste. Estes incluíam um prédio administrativo local, um chefe tribal local suspeito de estar a serviço dos sul-africanos, e um comerciante português.:42 A SWAPO estabeleceu um acampamento em Ongulumbashe (grafia moderna: Omugulugwombashe) a partir do qual outras operações poderiam ser conduzidas. Coincidentemente, este foi o único acampamento semi-permanente estabelecido pela SWAPO em solo da África do Sudoeste durante todo o conflito.:25 A presença da SWAPO na região logo se expandiu até que o número total de insurgentes ativos chegasse a cerca de 17.
No início de 1966, as autoridades sul-africanas tomaram conhecimento da presença da SWAPO e dois helicópteros Aérospatiale Alouette III foram enviados para a região para auxiliar o destacamento da polícia sul-africana designado para guardar a fronteira. Usando um informante dentro do grupo de insurgentes, os sul-africanos conseguiram localizar com precisão a posição dos guerrilheiros da SWAPO em Ongulumbashe. Para desalojar os guerrilheiros, os sul-africanos conceberam a Operação Blouwildebees, o primeiro assalto helitransportado já empreendido pelas forças armadas sul-africanas.:43

## Batalha
Em 26 de agosto de 1966, sete helicópteros Alouette III, cada um carregando uma equipe de assalto de seis homens, decolaram de Ruacana e voaram para o norte em direção a Ongulumbashe. Os helicópteros depositaram a força combinada de policiais sul-africanos e paraquedistas em locais pré-determinados ao redor do acampamento. Uma batalha armada se seguiu entre os insurgentes, entrincheirados ao redor do acampamento, e as forças de segurança. Os sul-africanos rapidamente dominaram os insurgentes no acampamento, matando 1, ferindo 1 e capturando 8. Uma breve operação de acompanhamento foi então lançada na qual outro insurgente foi morto. Pelo menos 2 insurgentes eram conhecidos por ter escapado da batalha.:45

## Consequências
Apesar do sucesso dos sul-africanos, a batalha não interrompeu imediatamente as atividades da SWAPO em Ovambolândia. Do restante de 1966 até 1967, a SWAPO realizaria uma série de ataques, incluindo incêndios criminosos e assassinatos de chefes tribais. No entanto, até setembro de 1967, 8 insurgentes haviam sido mortos e 59 capturados. Essas perdas efetivamente reduziram as operações da SWAPO em Ovambolândia até o início dos anos 1970, mas ataques e infiltrações da SWAPO em pequena escala continuaram a ocorrer.:27